# Empidideicus atomus
Empidideicus atomus is een vliegensoort uit de familie van de Mythicomyiidae. De wetenschappelijke naam van de soort is voor het eerst geldig gepubliceerd in 1958 door Frey, oorspronkelijk geplaatst in het geslacht Anomaloptilus.